# Suction-Blister-Technik
Die Suction-Blister-Technik („Saugblasentechnik“) ist eine Technik zur Hauttransplantation, durch die chronische Hautschäden wie schlecht heilende Beinulcera und die Weißfleckenkrankheit (Vitiligo) behandeln werden können. Sie ist eine technisch einfachere Alternative zu Spalthaut- oder zu Vollhauttransplantaten.
Durch Anwendung eines Sauggerätes oder einer modifizierten Injektionsspritze wird die Lamina lucida der Haut von den darunter liegenden Schichten gelöst, um die Oberhaut von der Unterhaut zu trennen. Der angelegte Unterdruck von ca. 200–300 mmHg verursacht innerhalb von zwei bis drei Stunden Blasen. Das Dach der Blasen wird dann steril abgeschnitten und auf die Zielregion übertragen. Da nur die Oberhaut abgelöst wird, bluten die Wunden (sog. Erosionen) nicht und heilen später narbenlos ab. Die Technik kann in örtlicher Betäubung durchgeführt werden.
Die Suction-blister-Technik wird außerdem in der pharmakologischen Forschung angewendet, um Wirkstoffkonzentrationen in der Haut messen zu können. Zu diesem Zweck war sie 1967 von dem finnischen Dermatologen Urpo Kiistala entwickelt worden.